# Osteroder Holz
Koordinaten: 52° 1′ 42″ N, 10° 41′ 12″ O
Das Osteroder Holz ist ein Naturschutzgebiet in der Stadt Osterwieck im Landkreis Harz in Sachsen-Anhalt.
Das Naturschutzgebiet mit dem Kennzeichen NSG 0027 ist 50,54 Hektar groß. Es ist vollständig Bestandteil des FFH- und EU-Vogelschutzgebietes „Fallsteingebiet nördlich Osterwieck“ und vom Landschaftsschutzgebiet „Fallstein“ umgeben. Das Gebiet steht seit dem 1. Mai 1961 unter Schutz. Zuständige untere Naturschutzbehörde ist der Landkreis Harz.
Das Naturschutzgebiet liegt südöstlich von Hornburg und nordöstlich von Osterwieck im Norden des Großen Fallsteins. Es stellt ein Eichen-Hainbuchenwald unter Schutz. Teile des Waldes wurden früher als Hutewald genutzt. Rotbuche, Traubeneiche, Hainbuche und Winterlinde sind die vorherrschenden Baumarten. Die Strauchschicht stellt sich im Wald recht artenarm dar. Charakteristisch ist hier Echter Seidelbast. Die Krautschicht wird auf flachgründigen Standorten u. a. von Waldgerste, Leberblümchen, Verschiedenblättrigem Schwingel, Wald-Zwenke und Wald-Labkraut gebildet. Auf Standorten mit zunehmender Lößmächtigkeit sind Maiglöckchen, Zweiblättrige Schattenblume, Weißliche Hainsimse und Drahtschmiele zu finden.
Im Osteroder Holz sind u. a. Mäusebussard, Rotmilan und Sperber heimisch. Der Wald ist reich an Schalenwild. Das nach Süden in die Wälder auf dem Großen Fallstein übergehende Waldgebiet wird nach Westen, Norden und Osten von Äckern umgeben.